# المأمون بن ذي النون
المأمون يحيى بن ذي النون ثاني حكام طائفة طليطلة من بني ذي النون في عصر ممالك الطوائف. حكم المأمون طليطلة بين عامي 435 هـ-467 هـ، وأمضاها في حروب متواصلة تارة مع بني هود حكام سرقسطة وأخرى مع بني عباد حكام إشبيلية، وأحيانًا مع بني الأفطس حكام بطليوس. استطاع المأمون من خلال حروبه ضم طائفة بلنسية عام 457 هـ، ثم طائفة قرطبة عام 467 هـ قبيل وفاته. غير أن فرناندو الأول ملك ليون وقشتالة كان غالبًا ما يتهدد أراضي المأمون، مما أجبر المأمون على الإذعان لمطالبات فرناندو وأداء الجزية له. خلال عهده، جمع المأمون ثروات طائلة، وابتنى بعاصمته طليطلة قصورُا باذخة اشتهرت بروعتها وفخامتها.

## تاريخه

### حروبه مع بني هود
خلف يحيى بن إسماعيل بن عبد الرحمن بن المطرف بن ذي النون المتلقب بالمأمون، أباه الظافر بن ذي النون عام 435 هـ في حكم طائفة طليطلة. ما أن بدأ عهده حتى أرسل سليمان بن هود جيشًا بقيادة ابنه أحمد لضم مدينة وادي الحجارة التابعة لطائفة طليطلة عام 436 هـ. سارع المأمون لنجدة المدينة، وتقاتل مع ابن هود في عدة معارك انهزم فيها المأمون، مما إضطره للانسحاب إلى طلبيرة حيث حاصره ابن هود حتى أمره أبوه بتركه والعودة إلى سرقسطة. لذا، وبعد فك الحصار، قرر المأمون الانتقام بطلب العون من فرناندو الأول ملك ليون وقشتالة، وتعهد له بأداء الجزية. فأعانه فرناندو بجنده الذين أغاروا على أراضي ابن هود المجاورة لمملكة قشتالة. آثر ابن هود عدم الاشتباك مع القشتاليين، فانتهز المأمون الفرصة، وأغار على أراضي ابن هود المجاورة لأراضيه، كما تحالف مع المعتضد بن عباد صاحب إشبيلية، طمعًا في إعانته على قتال ابن هود. رد ابن هود على ذلك بأن بعث إلى فرناندو الأموال ليغير على أراضي المأمون، ففعل فرناندو، مما دعا المأمون للتحالف مع غارسيا سانشيث الثالث ملك نافارا ليغير على أراضي ابن هود، ففعلها غارسيا وانتزع قلهرة من ابن هود عام 437 هـ. ظلت الأمور على تلك الحال حتى وفاة سليمان بن هود عام 438 هـ.

### ضم بلنسية وقرطبة
زوّج المأمون ابنة له من عبد الملك بن عبد العزيز بن أبي عامر صاحب بلنسية، ولما اشتدت حروب المأمون مع ابن عباد، طلب المأمون من عبد الملك أن يعاونه بجنوده، إلا أنه اعتذر لوجود تمردات داخلية على حكمه في قسطلونة وشاطبة ومربيطر. غضب المأمون من ذلك، وأزكى نار غضبه ما نما إليه من إساءة معاملة عبد الملك لابنته. فغزا المأمون بلنسية وانتزعها من يد صهره، وحبسه في شنت برية أو أقليش أو قونقة. ثم عهد المأمون بتدبير شئون بلنسية إلى الوزير أبي بكر محمد بن عبد العزيز، وجعله نائباً عنه في حكم المدينة.
وفي عام 462 هـ، حاول المأمون غزو قرطبة، فاستغاث عبد الملك بن جهور بالمعتمد بن عباد، فبعث بقوات نجحت في رد المأمون، لكنها احتلت المدينة وانتزعتها من يد ابن جهور لصالح ابن عباد. وفي جمادى الآخرة 467 هـ، نجح المأمون في تدبير مؤامرة داخل قرطبة على يد تابعه ابن عكاشة، قُتل على إثرها سراج الدولة بن عباد حاكم المدينة من قبل المعتمد، وقائده ابن مرتين. دخل المأمون المدينة، وأقام بها حتى وافته منيته في أواخر ذي القعدة 467 هـ، فنقل جثمانه إلى طليطلة حيث دفن.

### مع الممالك المسيحية
وفي عام 454 هـ/1062 م، أغار جيش فرناندو على مدينة سالم وأوسيدا وطلمنكة ووادي الحجارة وقلعة النهر، فاستغاث أهلها بالمأمون فجمع المأمون الكثير من الذهب والفضة والأقمشة، وقدمها بنفسه إلى فرناندو، وأعلن اعترافه بطاعته، وتعهده بأداء الجزية، فقبل بذلك فرناندو، وعاد إلى بلاده.
وفي المحرم 458 هـ/ديسمبر 1065 م، توفي فرناندو الأول ملك قشتالة، وتقاسم أبنائه الثلاثة سانشو وألفونسو وغارسيا ملكه وتقاتلوا فيما بينهم حتى عام 1071 م، حيث انتصر سانشو وغلب على ملك أخويه. نجح ألفونسو في الفرار واللجوء إلى المأمون حيث عاش في طليطلة 9 أشهر إلى أن قُتل سانشو، ومهدت له أخته أوراكا اعتلاء العرش.